# Ulises Eyherabide
Ulises Miguel Eyherabide (Sant Nicolás de los Arroyos, 1 de febrer de 1967 - 29 de juliol de 2022) va ser cantant, músic, compositor, dissenyador gràfic i arquitecte. Conegut per ser el líder, fundador i vocalista principal de la banda de rock cristià, Rescate.
Originari de la ciutat de San Nicolás de los Arroyos, els seus inicis a la música va formar part de la banda de rock gospel Todá Rabá («Moltes Gràcies» en hebreu) com segona veu i guitarrista, va fundar la banda Rescate, junt amb un adolescent d'origen estatunidenc anomenat, Jonathan Thompson a finals dels anys 80; inspirats en el rock gospel dels Estats Units. Va gravar amb Rescate, vuit treballs discogràfics d'estudi, sent el compositor de la majoria de les cançons. També va produir gairebé tots els àlbums de la banda.
Va treballar al costat de productors com Juan Blas Caballero, Adrián Schinoff, Tweety González, entre d'altres. A Rescate a més de ser el compositor de les cançons, va produir i va ser el dissenyador de la imatge i l'art de tots els àlbums.
Va morir el 29 de juliol de 2022 després de lluitar contra un càncer de còlon, va ser enterrat el 30 de juliol de 2022 en el Celestial Cementerio Parque de San Nicolás, província de Buenos Aires.
Casat des de 1994 amb Christi Sue Thompson, amb qui va tenir dos fills: Federico i Agustina. Va viure a la ciutat de San Nicolás, a la província de Buenos Aires. Al 2014 va obsequiar al papa Francesc, dos dels seus últims àlbums de Rescate. Ulises era ser seguidor de Rosario Central.